# Аль-Саухи, Насер
Насер Ас-Саухи (араб. ناصر السوحي‎; 24 августа 1974, Кувейт — 28 июля 2004, Эль-Кувейт) — кувейтский футболист, выступавший на позициях нападающего и полузащитника.

## Биография

### Клубная карьера
Карьера Аль-Саухи началась в 1992 году в одном из местных футбольных клубов Кувейта, «Аль-Тадамон». В апреле 1995 года скауты «Динамо» (Киев) заметили его на отборе к чемпионату мира U-20 в Катаре. Скауты посоветовались с Валерием Лобановским, который в то время работал в Кувейте. Он одобрил желание приобрести молодого кувейтца. В июне 1995 года игрок был приглашён в «Динамо Киев», 15 июня 1995 года он дебютировал в матче чемпионата Украины против «Николаева» (4:0). Киевский клуб предложил игроку долгосрочный контракт, но его бывший клуб согласился лишь на аренду футболиста за 500000 долларов. «Динамо» не согласилось с условиями арабского клуба, и Аль-Саухи вернулся в Кувейт.

### Международная карьера
Несмотря на то, что Аль-Саухи получил первый вызов в сборную ещё в 1997 году, дебютировал он лишь 24 октября 2000 года. Его сборная в дополнительное время проиграла со счётом 2:3 в четвертьфинале кубка Азии в Ливане Саудовской Аравии. В общей сложности он сыграл 5 матчей за сборную и забил один гол.

### Смерть
Насер Аль-Саухи умер 28 июля 2004 года. Причина смерти игрока осталась неизвестной. Его тело было найдено на стройке в районе Южная Сурра в Кувейте. Версии причины смерти различались: по одним данным причиной его смерти стало падение с высоты, по другой версии смерть наступила в результате передозировки наркотиков, также была версия, что он умер в результате жестокого избиения неизвестными, причём смертельный удар мог быть нанесён железным предметом.